# Estampes, Gers
 Estampes  là một xã thuộc tỉnh Gers trong vùng Occitanie tây nam nước Pháp. Xã này có độ cao trung bình 259 mét trên mực nước biển.